# Батт III
Батт III — царь древней Кирены из рода Баттидов, правивший в 550 — 530 годах до н. э.
Батт был сыном царя Аркесилая II и Эриксо. Его отец был свергнут и убит своим братом Леархом, который осуществил это при помощи ливийцев и египетского фараона Амасиса II. Однако сам Леарх был убит в ходе заговора вдовы Аркесилая II — Эриксо, которая и возвела своего сына на престол. Был женат на Феретиме и имел сына Аркесилая III. Во время правления Батта III царские полномочия были существенно ограничены в результате реформ Демонакса из Мантинеи.